# Berenger Fredol
Berenger Fredol (ur. 1250 w Lavérune, zm. 11 czerwca 1323 w Awinionie) – francuski kardynał. Wuj kardynała Berenguera Fredola.

## Życiorys
Pochodził ze szlacheckiej rodziny z okolic Maguelonne. Studiował prawo kanoniczne i został profesorem na uniwersytecie w Bolonii. Począwszy od 1287 uzyskał liczne beneficja kościelne w południowej Francji (m.in. archidiakonat Corbières). W 1294 został wybrany na biskupa Béziers. Za pontyfikatu Bonifacego VIII uczestniczył w redakcji zbioru dekretałów Liber Sextus.
W 1305 roku Bertrand de Got został papieżem Klemensem V i na pierwszym konsystorzu celebrowanym 15 grudnia 1305 mianował go kardynałem prezbiterem SS. Nereo e Achilleo. Był wikariuszem Klemensa V w Rzymie oraz Wielkim penitencjariuszem. Uczestniczył w procesie przeciwko templariuszom; jego pieczęć widnieje na tzw. pergaminie z Chinon z 1308 roku, w którym papież Klemens V udzielał zakonowi rozgrzeszenia i uniewinniał go od najcięższych zarzutów herezji (wskutek postawy króla Francji Filipa Pięknego nie doszło do zrealizowania tych postanowień). W 1309 został mianowany kardynałem biskupem Tusculum. W 1312 przebywał we Francji jako legat papieski wobec króla Filipa Pięknego. Uczestniczył w konklawe 1316; był na nim wysuwany jako kandydat na papieża. Autor dzieła prawniczego Repetitorium iuris. Zmarł w Awinionie.